# لئو مارچیوری
لئو مارچیوری (ایتالیایی: Leo Marchiori; ۲۶ ژوئن ۱۸۹۸ – ۲۷ مهٔ ۱۹۴۹) دوچرخه‌سوار اهل کانادا بود.